# Operación Balak
Durante el caótico periodo de la fundación del Estado de Israel en 1948, la Operación Balak consistió en el contrabando de armas adquiridas en Europa, evitando diversos embargos y boicoteos al Estado Judío. Cabe destacar la entrega de 23 cazas Avia S-199 de fabricación checoslovaca, la versión de posguerra de los Messerschmitt Bf 109 de la Luftwaffe alemana. 
El expiloto de la Real Fuerza Aérea, Gordon Levett, que sirvió en la Segunda Guerra Mundial, se ofreció como voluntario para el Machal Israel (hebreo: מח"ל) (la unidad de voluntarios extranjeros) a principios de 1948 junto con otros pilotos judíos de Gran Bretaña. Criado en la pobreza en Sussex, Inglaterra, Levett tenía afinidad para con los oprimidos. "Mirando hacia atrás, ni tuve fracasos ni tampoco éxitos, la suerte de la mayoría de nosotros", Levett diría después, "pero voy a dejarle al mundo un lugar mejor que cuando entré, porque ayudé a fundar el Estado de Israel."
Inicialmente se mantenía con recelo el ingreso de Levett a las filas judías ya que el recientemente caducado Mandato Británico había sido decididamente favorable de los árabes, y la política del Gobierno británico era antisionista.
En junio se le asignó a Levett la tarea de volar los Avia S-199, facilitados por Checoslovaquia, desde el aeródromo militar de Žatec (cuyo nombre en código era Base Etzion, a setenta y cinco kilómetros al oeste de Praga), al aeródromo Aqir, cuyo nombre en código era Ekron, ex base de la RAF cerca de Rehovot, ahora Tel Nof, base de la Fuerza Aérea de Israel. 
La Operación Balak duró varios meses, tiempo durante el cual Levett consiguió transportar toneladas de armas, municiones y personal.